# Flood Range
Die Flood Range ist ein Gebirgszug im westantarktischen Marie-Byrd-Land. Sie besteht aus hohen und verschneiten Bergen, die sich in ostwestlicher Ausdehnung über eine Länge von rund 100 km erstrecken und im rechten Winkel zum Südende der Ames Range stehen.
Die Bergkette besteht von Osten nach Westen aus den drei großen, aus Schildvulkanen aufgebauten Bergmassiven des Mount Bursey, Mount Moulton und Mount Berlin. Mit einem Alter von rund 10 Mio. Jahren ist Mount Bursey der älteste dieser Vulkane, Mount Berlin mit etwa 2,5 Mio. Jahren der jüngste. Ausbrüche des Mount Berlin ereigneten sich bis ins Holozän; in der Gegenwart beschränkt sich die vulkanische Aktivität auf Fumarolen.
Der US-amerikanische Polarforscher Richard Evelyn Byrd entdeckte sie 1934 aus großer Entfernung. Wissenschaftler der United States Antarctic Service Expedition (1939–1941) erkundeten sie bei Aufklärungsflügen. Byrds Benennung Mount Hal Flood für die höchste Erhebung übertrug das Advisory Committee on Antarctic Names in gekürzter Form auf den gesamten Gebirgszug. Namensgeber ist der US-amerikanische Politiker und zugleich Byrds Onkel Henry D. Flood (1865–1921).